# Баухаус (компания)
Баухаус (на немски: Bauhaus) е търговско дружество със седалище в Белп, Швейцария.
BAUHAUS е представен с повече от 290 търговски центрове в 19 европейски страни: в България, Дания, Естония, Финландия, Исландия, Хърватия, Люксембург, Норвегия, Австрия, Швеция, Швейцария, Словения, Словакия, Испания, Република Чехия, Турция, Унгария, Нидерландия и разбира се в Германия.

## История
Компанията е основана през пролетта на 1960 година от Хайнц Георг Баус. Първият специализиран магазин за търговия на дребно с търговска площ от 250 м² се е намирал в квадрат U3 в Манхайм. В допълнение към огромния асортимент на самообслужване, BAUHAUS предлага рязане на дървени плоскости, доставка на стоки и паркинг за клиенти.
Манхайм е последван от филиали в Хайделберг и Карлсруе, преди първият магазин да отвори врати в Западен Берлин през 1967 г. До края на 60-те години е имало десет филиала, през 70-те години са били три пъти повече. От началото на 1980-те до края на 1990-те, разширяването с 60 нови откривания е съсредоточено предимно в Германия. Стотният филиал е открит във Фленсбург през 1989 г.
Първият Баухаус магазин извън Германия отваря врати в Австрия, където през 1972 г. е основано първото дружество след немското. Следва навлизане на пазара в скандинавските страни с ново откриване в Дания през 1988 г. и първия BAUHAUS в страните от бившия Източен блок с клон в Чехия през 1993 г. Днес (от януари 2025 г.) BAUHAUS оперира в 19 държави с над 290 филиала. Централата за Германия (Service Center Deutschland) все още се намира в Манхайм.
Баухаус отваря врати в България на 31 март 2012 година, магазинът е с търговска площ от 20 000 м² и се намира в София, на бул. „История славянобългарска“ № 17.
В началото на 2000 г. Баухаус води преговори за сътрудничество с американската верига строителни магазини The Home Depot, които обаче завършват без резултат. През 2007 г. Федералният съд отмени решение на Ханзейския висш регионален съд, който забранява на BAUHAUS да използва търговска марка с добавката „The Home Store“.
В края на ноември 2013 г. беше обявено, че BAUHAUS желае да придобие 24 клона на Max Bahr с около 1300 служители.
През 2014 г. централата е преместена от Цуг в Белп. Новата корпоративна централа е открита там през 2024 г.
С над 30 000 м² търговско пространство, Баухаус във Фрехен, близо до Кьолн, който отвори врати през 1997 г. и впоследствие е бил разширяван няколко пъти, е най-големият строителен хипермаркет в Европа от април 2010 г. Тази титла преди това беше държана от Баухаус в Дюселдорф-Гересхайм с търговска площ от 28 000 м².
На 30 март 2020 г. е обявено, че Баухаус ще придобие магазините за свободното време на Knauber KG в Бон. Придобиването е извършено на 1 юли 2020 г.

### Организация
За разлика от някои други вериги строителни магазини (особено Obi), филиалите на BAUHAUS не се управляват във франчайз система, а чрез регионални компании.

### Отношения на собственост
BAUHAUS е акционерно дружество, без участие на стокова борса. Основен собственик на търговската верига беше немският предприемач Хайнц Г. Баус, до смъртта си през 2016 г. в Хайделберг. Семейството на Баус се премества от Манхайм до езерото Тун през 70-те години на миналия век, а концернът сега се управлява от швейцарския кантон Берн. Баус също така е основател и управител на фирмата за обзавеждане на бани Duscholux с около 3000 служители.

### Служители
BAUHAUS дава работа на 17 000 души в цяла Европа през 2013 г., a до 2018 г. броят им се е удвоил до над 34 500. BAUHAUS не принадлежи към никоя асоциация на работодателите. От над 150-те филиала на BAUHAUS в Германия някои имат работнически съвети.

### Концепция за продажби
Асортиментът във филиалите на BAUHAUS е разпределен в няколко направления, така наречените специализирани отдели и могат да се причислят към категориите работилница, дом и градина. Има различни подгрупи в отделите Бои и Декорации (Завеси, Вътрешна декорация, Слънцезащита, Тапети, Килими), Строителни елементи, Строителни материали, Железария, Електро / Електрически инсталации, Бои, Плочки, Дърво (включително паркет, ламинат, винил, стенни облицовки), Осветление, Санитария /Санитарна инсталация / Аксесоари за баня / Отопление, Градина / Растения („Градински оазис“), Инструменти и машини и Разкрояване на материали.
В допълнение към нормалната концепция за отделите, има и специализирани концепции за професионалисти. Градинските центрове, наречени „Градински оазис“, са част от много филиали и предлагат огромен избор от продукти за двора, терасата и градината – цветя, кашпи, градински мебели, грилове, торове и почви. Друга концепция, която е характерна за BAUHAUS, е Drive-In Arena. В този сектор можете да влезете с автомобила си, да натоварите необходимите строителни материали и да заплатите. Още една отличителна концепция е „Светът на баните“, където можете да получите пълна консултация за Вашия проект за баня и необходимите за него материали и продукти.
В почти всички филиали се предлага услуга за отдаване под наем, която предлага предимно големи и професионални уреди и машини от реномирани производители, които са много скъпи за закупуване и рядко се използват в частния сектор.
От началото на 80-те години забележителността на фасадния дизайн са три свързани къщи, конгломерат. Те са официалното лого на BAUHAUS (т. нар. „конгломерат“ от латински означава „струпани заедно“) и на много места образуват входния портал на филиалите. Текущата средна търговска площ на новооткритите филиали е 20 000 кв.м с предимно издължена форма на фасадата. Широка централна пътека разделя търговската част и всички отдели са подредени по тази ос.
В някои градове, магазините се намират в исторически зали на железопътни работилници, например в Берлин в бивша сграда на ремонтната работилница на Берлин-Темпелхоф Райхсбан, в Хамбург в бившата ремонтна работилница на Хамбург-Харбург или в Мюнхен в Ремонтна работилница Мюнхен-Фрайман.

## Спонсорство
Баухаус спонсорира различни спортни клубове на закрито, както и спортни събития. Например, веригата строителни хипермаркети е главен спонсор на Фортуна Дюселдорф във Втора Бундеслига през сезон 2011/2012 и спонсор на Европейското първенство по хандбал за мъже през 2020 г. Баухаус спонсорира Йохан Кристоферсон във WRC рали шампионата.